# 経王寺 (札幌市)
経王寺（けいおうじ）は北海道札幌市豊平区豊平にある日蓮宗の寺院。山号は妙法華山。旧本山は身延山久遠寺、小西法縁。

## 概要
1875年（明治8年）開山。開祖は紀伊藩出身で東京深川・浄心寺の役僧であった松井寬義。松井は明治初年に北海道布教を志して渡道し、函館・江差・石狩を経て札幌近郊・元村の妙見山本龍寺に留錫（滞留）した。その後、何れも熱心な日蓮宗信者であった、開拓御用請負師・大岡助右衛門、開拓御用料理屋（旧東京庵）店主・後藤彦右衛門、素封家・中村甚五兵衛らと相計り、1875年に大岡が寄進した札幌郡豊平村（現札幌市豊平区豊平）の現在地に一堂寺を建立した。開山当時の檀家は45軒であったが、徐々に増加し、5年後の1880年に本堂が創建された。同年正式に許可を受け、「経王寺」と寺号を公称した。その後、当寺は道内を2分する西部録所（宗務所）の指定を受け、道内内陸部や樺太方面への布教の本拠となり、さらには総本山直末・身延山北海道弘通所の栄誉を受けるに至った。
また松井は、地元豊平村の有力者であった阿部仁太郎・阿部代之助ら有志と相計り、1881年に境内寺にある建物を利用して寺子屋（現在の札幌市立豊平小学校の前身）を開設、地域子女の教育にも尽くした。さらに境内には行政機関や治安維持等の機関も設置され、開拓間もない豊平地区の文化・教育の中心的な役割も果たした。
第二次世界大戦後の1951年、札幌郊外の手稲山麓に「奥の院大平和寺」を建立し、緇素（出家者と在家）の参詣の浄地と定めた。1955年には、総本山（身延山）第84世法主・深見日円の来山を期して、総本山より｢北海身延｣の称号を允許された。
『札幌市史 文化社会編』（札幌市史編集委員会編、1958年）では、当寺が創立年代が早くまた檀信徒も多く、教化力の大きな寺院であることから、似たような経緯や特色を持つ真宗大谷派札幌別院、中央寺（曹洞宗）、本願寺札幌別院（真宗本願寺派）、新善光寺（浄土宗）と並ぶ、「札幌五大寺」の一つであるとしている。

## 沿革
- 1875年 - 開山
- 1880年 - 本堂創建、「経王寺」と寺号を公称
- 1951年 - 札幌郊外の手稲山麓に「奥の院大平和寺」を建立
- 1955年 - 総本山（身延山）第84世法主・深見日円が来山。総本山より｢北海身延｣の称号を允許される
- 1975年 - 創立百年記念塔、法塔を新造。本堂内外の大改修を施工[5]
- 1977年 - 弘経行脚の宗祖・日蓮上人の銅像が建立される[5]

## 旧末寺
日蓮宗は昭和16年に本末を解体したため、現在では、旧本山、旧末寺と呼びならわしている。
- 経王山光明寺（札幌市北区新琴似7条）
- 経王山最上寺（北広島市西の里）
- 妙栄山昌福寺（北広島市中央）
- 一乗山妙典寺（札幌市中央区南16条）
- 瑞寶山大法寺（夕張市本町）
- 恵光山妙照寺（三笠市幾春別千住町）
- 一乗山妙法寺（三笠市幌内町）
- 太平山法光寺（江別市元野幌）
- 松尾山広宣寺（北海道夕張郡由仁町本町）
  - 広宣寺末：妙泰山法宣寺（美唄市大通東1条南）
- 龍王山妙光寺（深川市4条）
- 壽命山長遠寺（北海道天塩郡遠別町字本町）
- 立正山大平和寺（札幌市西区平和）経王寺奥之院

## 交通アクセス
- 函館本線 札幌駅から北海道中央バス月寒東線平岡営業所行き他「豊平3条4丁目」にて下車、徒歩3分